# Escut de Vilabertran
L'escut oficial de Vilabertran té el següent blasonament:
Escut caironat: d'atzur, una creu llatina patent i concavada d'argent amb 5 rodelles de gules ressaltant sobre els extrems i el centre. Per timbre, una corona mural de poble.

## Història
Va ser aprovat el 14 de novembre de 1985 i publicat al DOGC el 3 de gener de l'any següent amb el número 632.
El poble es va desenvolupar entorn de l'impressionant monestir romànic de Santa Maria de Vilabertran; el monestir custodia una famosa creu processional del segle xiv. Aquesta joia de plata és la que es representa a l'escut de la localitat.